# USS Tarawa (LHA-1)
USS Tarawa (LHA-1) byla vrtulníková výsadková loď Námořnictva Spojených států amerických, která byla vyřazena ze služby roku 2009. Jednalo se o první postavenou loď stejnojmenné třídy.

## Historie

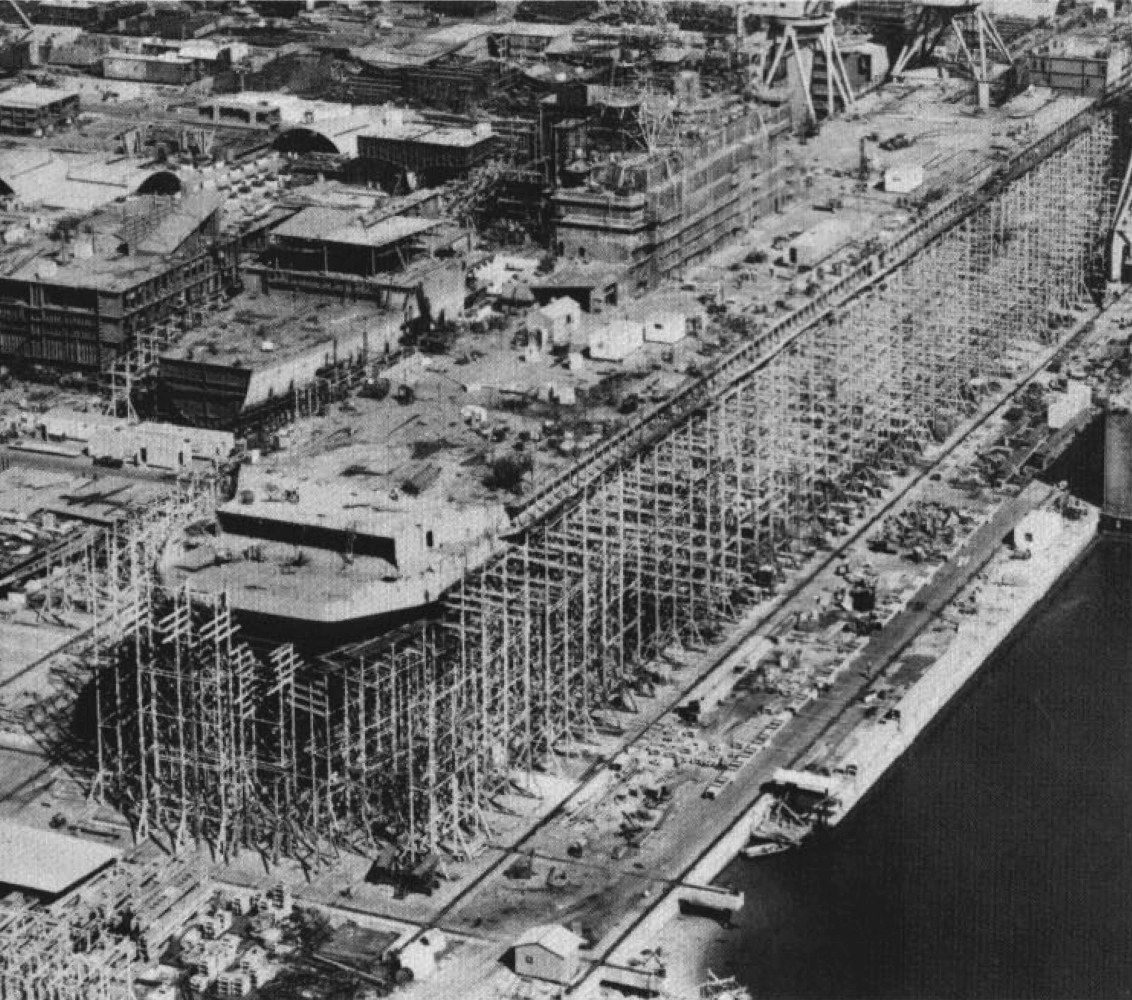
Pohled na USS Tarawa při stavbě

Kýl lodi byl položen 15. listopadu 1971 v loděnici Ingalls Shipbuilding, která se nachází ve městě Pascagoula ve státě Mississippi. Loď byla spuštěna na vodu 1. prosince 1973 a slavnostní uvedení do služby proběhlo dne 29. května 1976. Tarawa 7. července vyplula směrem k Panamskému průplavu, který překonala 16. července a 6. srpna doplula do San Diega. Během zbytku roku 1976 loď prováděla námořní zkoušky a testy. V první polovině roku 1977 se Tarawa zapojila do cvičení u kalifornských břehů. 13. srpna připlula do loděnice Long Beach Naval Shipyard, kde podstoupila modernizaci. Práce na lodi byly hotové 15. července 1978. Po čtyřech a půl měsících intenzivních námořních cvičení se Tarawa vrátila do svého domovského přístavu v San Diegu.
Dne 19. července 2024 byla vyřazená loď během cvičení RIMPAC 24 potopena protilodní střelou LRASM odpálenou z letounu F/A-18E/F Super Hornet.

## Výzbroj
Výzbroj lodě po její modernizaci v 90. letech tvořily čtyři 25mm automatické kanóny Mk 38 Mod 1, pět 12,7mm kulometů M2HB, dva 20mm hlavňové systémy blízké obrany Mk 15 Phalanx a dva raketové systémy blízké obrany RIM-116 RAM určené k ničení protilodních střel.